# Літтл-Рівер (Вісконсин)
Літтл-Рівер (англ. Little River) — місто (англ. town) в США, в окрузі Оконто штату Вісконсин. Населення — 1092 особи (2020).

## Демографія
Згідно з переписом 2010 року, у місті мешкали 1094 особи в 424 домогосподарствах у складі 307 родин. Було 520 помешкань
Расовий склад населення:
| - 97,9 % — білих - 0,4 % — азіатів - 0,3 % — корінних американців - 0,1 % — чорних або афроамериканців |

До двох чи більше рас належало 1,2 %. Частка іспаномовних становила 2,3 % від усіх жителів.
За віковим діапазоном населення розподілялося таким чином: 23,3 % — особи молодші 18 років, 61,5 % — особи у віці 18—64 років, 15,2 % — особи у віці 65 років та старші. Медіана віку мешканця становила 42,4 року. На 100 осіб жіночої статі у місті припадало 106,4 чоловіків;  на 100 жінок у віці від 18 років та старших — 110,8 чоловіків також старших 18 років.
Середній дохід на одне домашнє господарство  становив 62 663 долари США (медіана — 58 929), а середній дохід на одну сім'ю — 71 591 долар (медіана — 64 276). Медіана доходів становила 50 703 долари для чоловіків та 31 250 доларів для жінок. За межею бідності перебувало 12,8 % осіб, у тому числі 18,7 % дітей у віці до 18 років та 2,2 % осіб у віці 65 років та старших.
Цивільне працевлаштоване населення становило 463 особи. Основні галузі зайнятості: виробництво — 29,8 %, освіта, охорона здоров'я та соціальна допомога — 21,0 %, публічна адміністрація — 10,4 %, сільське господарство, лісництво, риболовля — 7,1 %.